# Allsvenskan de 1959
A Primeira Divisão do Campeonato Sueco de Futebol da temporada 1959, denominada oficialmente de Allsvenskan 1959, foi a 35º edição da principal divisão do futebol sueco.  O campeão foi o Djurgårdens IF que conquistou seu 2º título da competição. 
Este foi o primeiro campeonato logo a seguir à Copa do Mundo FIFA de 1958, realizada na Suécia, e na qual a seleção sueca ficou em 2.o lugar e o Brasil ganhou o título de campeão do Mundo. 

## Classificação final
| Pos. | Equipe          | J  | V  | E  | D  | GP | GC | Pts | SG  |
| ---- | --------------- | -- | -- | -- | -- | -- | -- | --- | --- |
| 1    | Djurgårdens IF  | 22 | 11 | 10 | 1  | 46 | 20 | 32  | +26 |
| 2    | IFK Norrköping  | 22 | 14 | 3  | 5  | 58 | 30 | 31  | +28 |
| 3    | IFK Göteborg    | 22 | 14 | 3  | 5  | 56 | 28 | 31  | +28 |
| 4    | Örgryte IS      | 22 | 13 | 4  | 5  | 53 | 38 | 30  | +15 |
| 5    | Malmö FF        | 22 | 12 | 4  | 6  | 50 | 29 | 28  | +21 |
| 6    | Hammarby IF     | 22 | 9  | 1  | 12 | 38 | 56 | 19  | -18 |
| 7    | Sandvikens IF   | 22 | 7  | 5  | 10 | 35 | 54 | 19  | -19 |
| 8    | Helsingborgs IF | 22 | 7  | 4  | 11 | 44 | 45 | 18  | -1  |
| 9    | IFK Malmö       | 22 | 8  | 2  | 12 | 34 | 48 | 18  | -14 |
| 10   | AIK Fotboll     | 22 | 6  | 5  | 11 | 37 | 46 | 17  | -9  |
| 11   | Halmstads BK    | 22 | 7  | 2  | 13 | 38 | 46 | 16  | -8  |
| 12   | GAIS            | 22 | 2  | 1  | 19 | 20 | 69 | 5   | -49 |

## Premiação
| Allsvenskan 1959                   |
| Sweden                             |
| ---------------------------------- |
| DJURGÅRDENS IF Campeão (2º título) |